# (82) Алкмена
(82) Алкмена (лат. Alkmene) — астероид главного пояса, принадлежащий к светлому спектральному классу S. Он был открыт 27 ноября 1864 года немецким астрономом Робертом Лютером в Дюссельдорфской обсерватории, Германия и назван в честь Алкмены, дочери микенского царя Электриона и матери Геракла в древнегреческой мифологии.

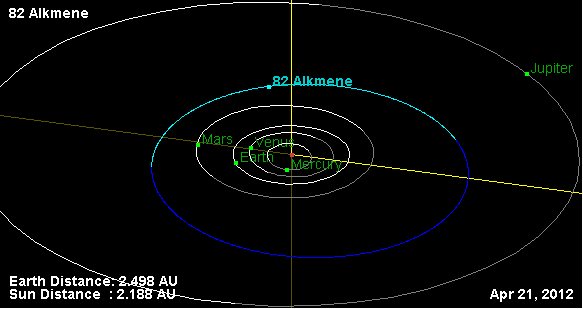
Орбита астероида Алкмена и его положение в Солнечной системе

Период вращения астероида был определён в 1984 году. По результатам анализа изменения кривой блеска, опубликованным в 1985 году, у астероида было предположено наличие спутника. Однако последующие наблюдения пока этого не подтвердили.